# NGC 4237
NGC 4237 este o galaxie activă situată în constelația Părul Berenicei. A fost descoperită în 1783 de către William Herschel. Se află la o distanță de 19,23 megaparseci de Pământ.